# Baldornón
Baldornón (Valdornón en asturiano y oficialmente) es una parroquia perteneciente al Distrito Rural del concejo de Gijón (Principado de Asturias, España).

## Población
En 2008 tenía una población de 194 habitantes y en 2022 alcanzaba los 176 habitantes, siendo la segunda parroquia menos poblada de Gijón. Esto es debido a su gran lejanía del casco urbano de la ciudad y a su orografía complicada.

## Situación
Baldornón es la parroquia que ocupa la parte suroriental del concejo, limitando con los concejos de Villaviciosa; en las parroquias de Peón y Candanal por el este, Siero con la parroquia de La Collada por el sur y tocando en el extremo con Sariego, en la parroquia de Narzana. El punto limítrofe de todos ellos es la Peña de los cuatro jueces a 662 metros de altitud. Rodea además con las parroquias de Caldones por el norte y Fano por el oeste, ya dentro del concejo de Gijón. 

## Toponimia
En su libro Diccionario toponímico del concejo de Gijón, el filólogo especialista en lengua asturiana Ramón d'Andrés explica que el nombre de la parroquia proviene de la expresión medieval «Valle de Ranón». Efectivamente, la documentación de la época demuestra que el topónimo era en origen solo Ranón. En consecuencia, aunque la denominación Baldornón aparece en la tradición escrita junto con Valdornón, el autor opina que según los actuales criterios de regularización ortográfica el nombre de la parroquia debe escribirse con "v".
Por otro lado, Ramón d'Andrés ofrece una hipótesis que intenta explicar la evolución de la anterior expresión hacia la forma vernácula Valdornón. De acuerdo con el filólogo, «Valle de Ranón» se habría convertido en Valderranón, que se abrevia en Valdernón. El autor piensa también que de esta última forma resultaría la variante Valdarnón, atestiguada por fuentes del siglo xvi. Finalmente, Ramón d'Andrés cree que el paso de Valdarnón a Valdornón conllevaría un cierre de "e" en "o" equivalente al que se produce en palabras como romiendu, variante de remiendu.
El origen del elemento Ranón es desconocido. El autor opina que es posible que este derive de algún nombre de hombre, propietario de alguna tierra. Podría ser, por ejemplo, Ranonius o Ramnone. Por consiguiente, Ramón d'Andrés piensa que las hipótesis que señalan que el nombre de la parroquia deriva de «Val d'Ornón» o de «Valle de Ordoño» no tienen fundamento histórico y deben descartarse.

## Lugares y poblaciones
Se indican entre paréntesis los nombres en asturiano, que tienen carácter oficial:
- Rioseco (Riosecu)
- Salientes
- Quintana
- La Mata
- Tarna
- Santa Eulalia (Santolaya)